# Isomyia recurvata
Isomyia recurvata är en tvåvingeart som beskrevs av Fang och Fan 1985. Isomyia recurvata ingår i släktet Isomyia och familjen Rhiniidae. Inga underarter finns listade i Catalogue of Life.